# Рт Флисингски
Рт Флисингски је најисточнија тачка архипелага Нова Земља и Европе. Налази се на 76°41‘ сгш и 62°02‘ игд.

## Географија
Рт је смештен на Северном острву, делу архипелага Нова Земља, које је у саставу Русије. Налази се иземђу Баренцовог и Карског мора. Цело острво, а уједно и рт је прекривено ледом. Клима је оштра, арктичка. Ова област је била од великог значаја за време Другог светског рата.